# Fenouillet (Haute-Garonne)
Pour les articles homonymes, voir Fenouillet.
Cet article possède un paronyme, voir Fenouillèdes.
Fenouillet est une commune française située dans le nord du département de la Haute-Garonne, en région Occitanie. Elle se situe dans la banlieue nord de Toulouse, au sein de son agglomération et de son aire urbaine. Sur le plan historique et culturel, la commune est dans le Pays toulousain, qui s’étend autour de Toulouse le long de la vallée de la Garonne, bordé à l’ouest par les coteaux du Savès, à l’est par ceux du Lauragais et au sud par ceux de la vallée de l’ Ariège et du Volvestre.
Exposée à un climat océanique altéré, elle est drainée par le canal latéral à la Garonne, la Garonne, un bras de la Garonne, le ruisseau de Maltemps et par deux autres cours d'eau. La commune possède un patrimoine naturel remarquable : deux sites Natura 2000 (la « vallée de la Garonne de Muret à Moissac » et « Garonne, Ariège, Hers, Salat, Pique et Neste »), deux espaces protégés (le « bras mort de Fenouillet » et le « cours inférieur de la Garonne ») et deux zones naturelles d'intérêt écologique, faunistique et floristique.
Fenouillet est une commune urbaine qui compte 5 727 habitants en 2022, après avoir connu une forte hausse de la population depuis 1975. Elle appartient à l'unité urbaine de Toulouse et fait partie de l'aire d'attraction de Toulouse. Ses habitants sont appelés les Fenouilletains ou  Fenouilletaines.

## Géographie

### Localisation
La commune de Fenouillet se trouve dans le département de la Haute-Garonne, en région Occitanie.
Sur le plan historique et culturel, Fenouillet fait partie du pays toulousain, une ceinture de plaines fertiles entrecoupées de bosquets d'arbres, aux molles collines semées de fermes en briques roses, inéluctablement grignotée par l'urbanisme des banlieues.
Elle se situe à 9 km à vol d'oiseau de Toulouse, préfecture du département, et à 3 km de Castelginest, bureau centralisateur du canton de Castelginest dont dépend la commune depuis 2015 pour les élections départementales.
La commune fait en outre partie du bassin de vie de Toulouse.
Les communes les plus proches sont : 
Beauzelle (2,1 km), Saint-Alban (2,2 km), Gagnac-sur-Garonne (2,6 km), Fonbeauzard (3,1 km), Aucamville (3,2 km), Lespinasse (3,2 km), Castelginest (3,5 km), Seilh (3,7 km).
Fenouillet est limitrophe de huit autres communes dont un quadripoint.
Les communes limitrophes sont Lespinasse, Toulouse, Aucamville, Beauzelle, Gagnac-sur-Garonne, Saint-Alban, Seilh et Blagnac.
| Gagnac-sur-Garonne | Lespinasse                   | Saint-Alban |
| Seilh              | Fenouillet                   | Aucamville  |
| Beauzelle          | Blagnac (par un quadripoint) | Toulouse    |

La Garonne sépare la commune de celles de Seilh, Beauzelle et Blagnac, situées en rive gauche.

### Géologie et relief
La commune de Fenouillet est établie sur la première terrasse de la Garonne en rive droite, dans la plaine toulousaine de la Garonne.
La superficie de la commune est de 951 hectares ; son altitude varie de 115  à   129 mètres.

### Hydrographie

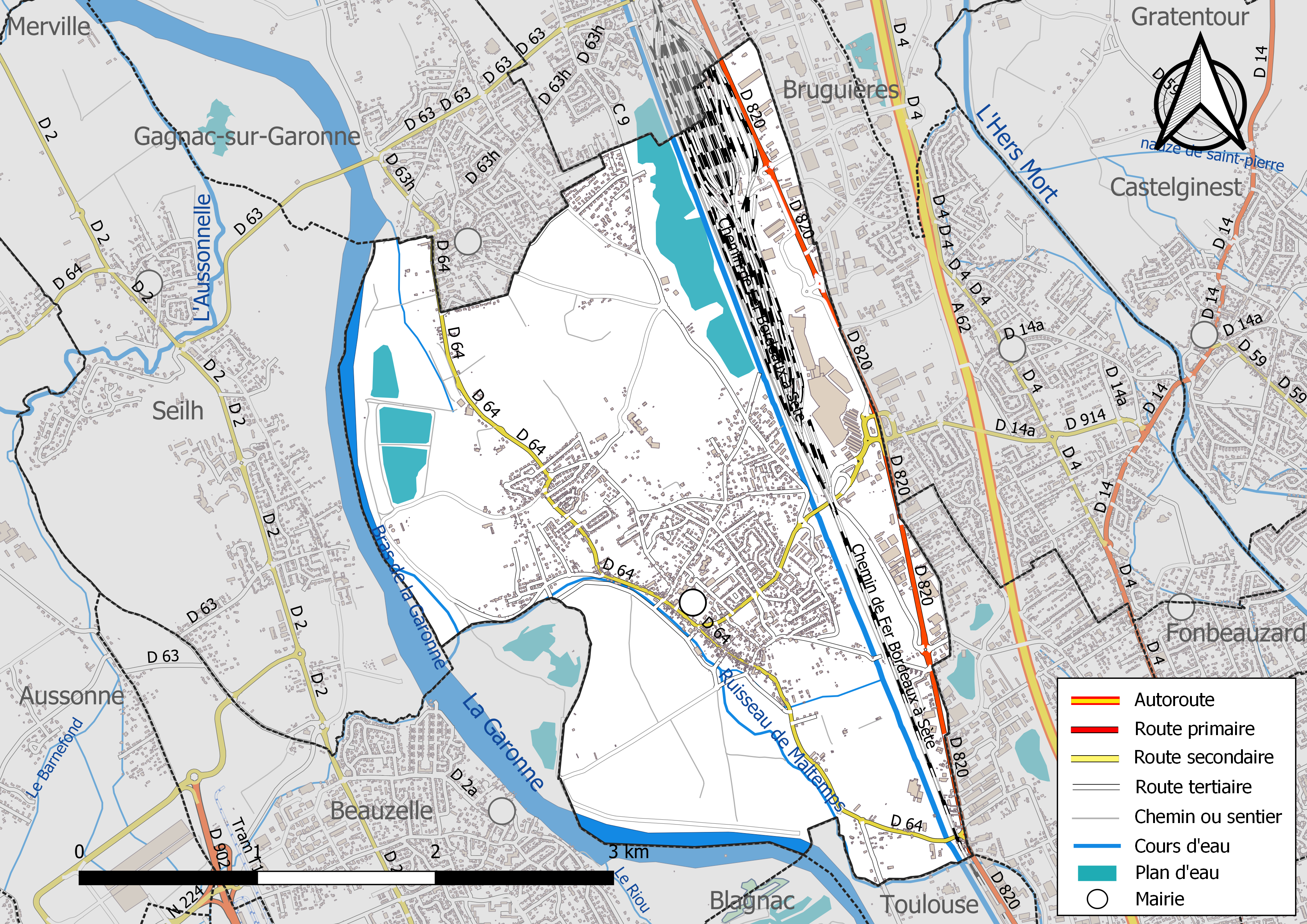
Réseaux hydrographique et routier de Fenouillet.

La commune est dans le bassin de la Garonne, au sein du bassin hydrographique Adour-Garonne. Elle est drainée par la Garonne, un bras de la Garonne, le ruisseau de Maltemps et par deux petits cours d'eau, constituant un réseau hydrographique de 10 km de longueur totale,. Ainsi que par le canal latéral à la Garonne.

### Climat
Pour des articles plus généraux, voir Climat de l'Occitanie et Climat de la Haute-Garonne.
En 2010, le climat de la commune est de type climat du Bassin du Sud-Ouest, selon une étude s'appuyant sur une série de données couvrant la période 1971-2000. En 2020, Météo-France publie une typologie des climats de la France métropolitaine dans laquelle la commune est exposée à un climat océanique altéré et est dans la région climatique Aquitaine, Gascogne, caractérisée par une pluviométrie abondante au printemps, modérée en automne, un faible ensoleillement au printemps, un été chaud (19,5 °C), des vents faibles, des brouillards fréquents en automne et en hiver et des orages fréquents en été (15 à 20 jours).
Pour la période 1971-2000, la température annuelle moyenne est de 13,6 °C, avec une amplitude thermique annuelle de 15,9 °C. Le cumul annuel moyen de précipitations est de 702 mm, avec 9,3 jours de précipitations en janvier et 5,4 jours en juillet. Pour la période 1991-2020, la température moyenne annuelle observée sur la station météorologique la plus proche, située sur la commune de Blagnac à 5 km à vol d'oiseau, est de 14,2 °C et le cumul annuel moyen de précipitations est de 627,0 mm,. Pour l'avenir, les paramètres climatiques de la commune estimés pour 2050 selon différents scénarios d'émission de gaz à effet de serre sont consultables sur un site dédié publié par Météo-France en novembre 2022.

### Milieux naturels et biodiversité

#### Espaces protégés
La protection réglementaire est le mode d’intervention le plus fort pour préserver des espaces naturels remarquables et leur biodiversité associée,.
Deux espaces protégés sont présents sur la commune : 
- le « bras mort de Fenouillet », objet d'un arrêté de protection de biotope, d'une superficie de 58,4 ha[17] ;
- le « cours inférieur de la Garonne », objet d'un arrêté de protection de biotope, d'une superficie de 452,7 ha[18].

#### Réseau Natura 2000

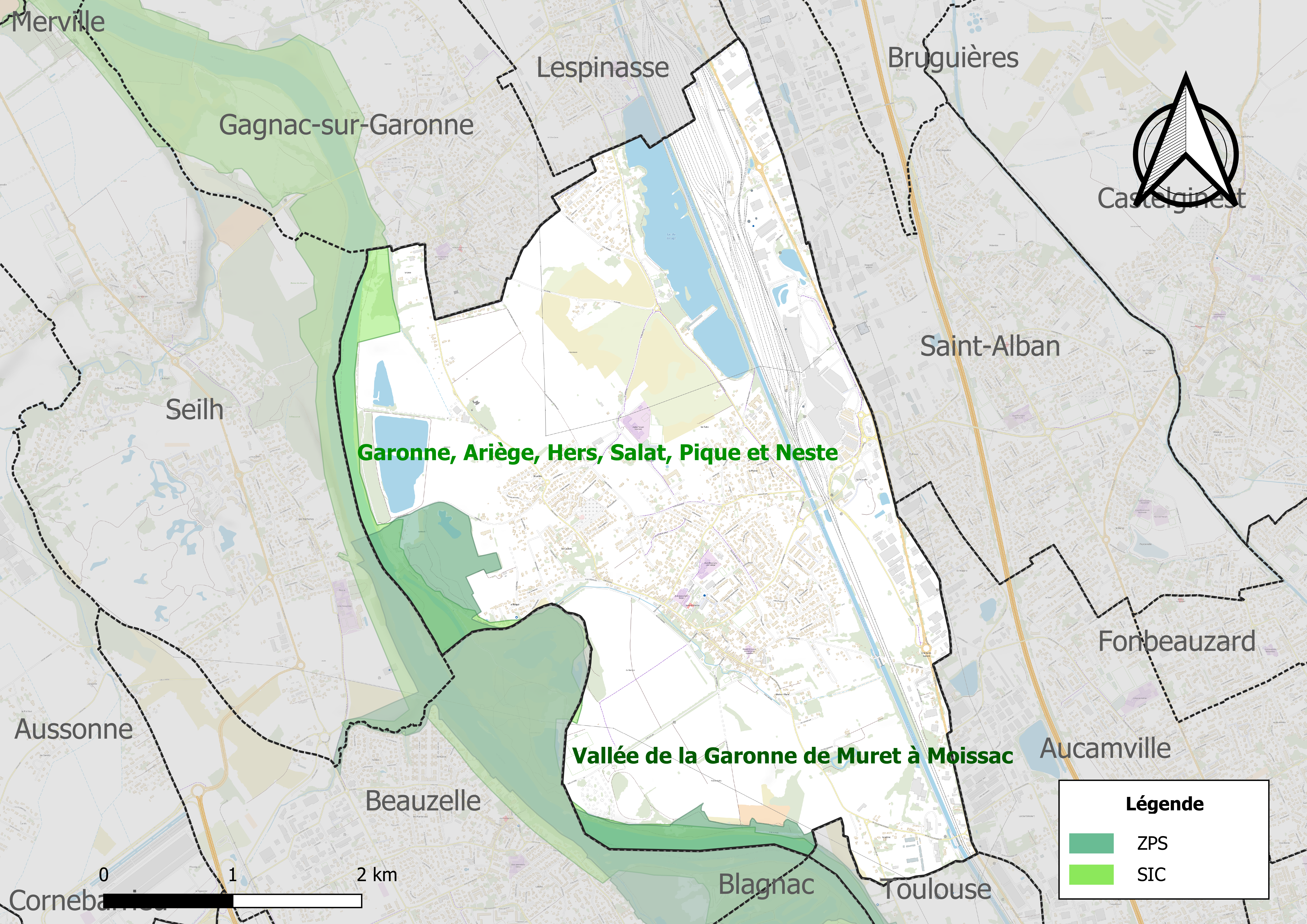
Site Natura 2000 sur le territoire communal.

Le réseau Natura 2000 est un réseau écologique européen de sites naturels d'intérêt écologique élaboré à partir des directives habitats et oiseaux, constitué de zones spéciales de conservation (ZSC) et de zones de protection spéciale (ZPS).
Un site Natura 2000 a été défini sur la commune au titre de la directive habitats. : 
- « Garonne, Ariège, Hers, Salat, Pique et Neste », d'une superficie de 9 581 ha, un réseau hydrographique pour les poissons migrateurs (zones de frayères actives et potentielles importantes pour le Saumon en particulier qui fait l'objet d'alevinages réguliers et dont des adultes atteignent déjà Foix sur l'Ariège[21]

et un au titre de la directive oiseaux : 
- la « vallée de la Garonne de Muret à Moissac », d'une superficie de 4 493 ha, hébergeant une avifaune bien représentée en diversité, mais en effectifs limités (en particulier, baisse des populations de plusieurs espèces de hérons). Sept espèces de hérons y nichent, dont le héron pourpré, ainsi que le Milan noir (avec des effectifs importants), l'Aigle botté, le Petit gravelot, la Mouette mélanocéphale, la Sterne pierregarin et le Martin-pêcheur[22].

#### Zones naturelles d'intérêt écologique, faunistique et floristique

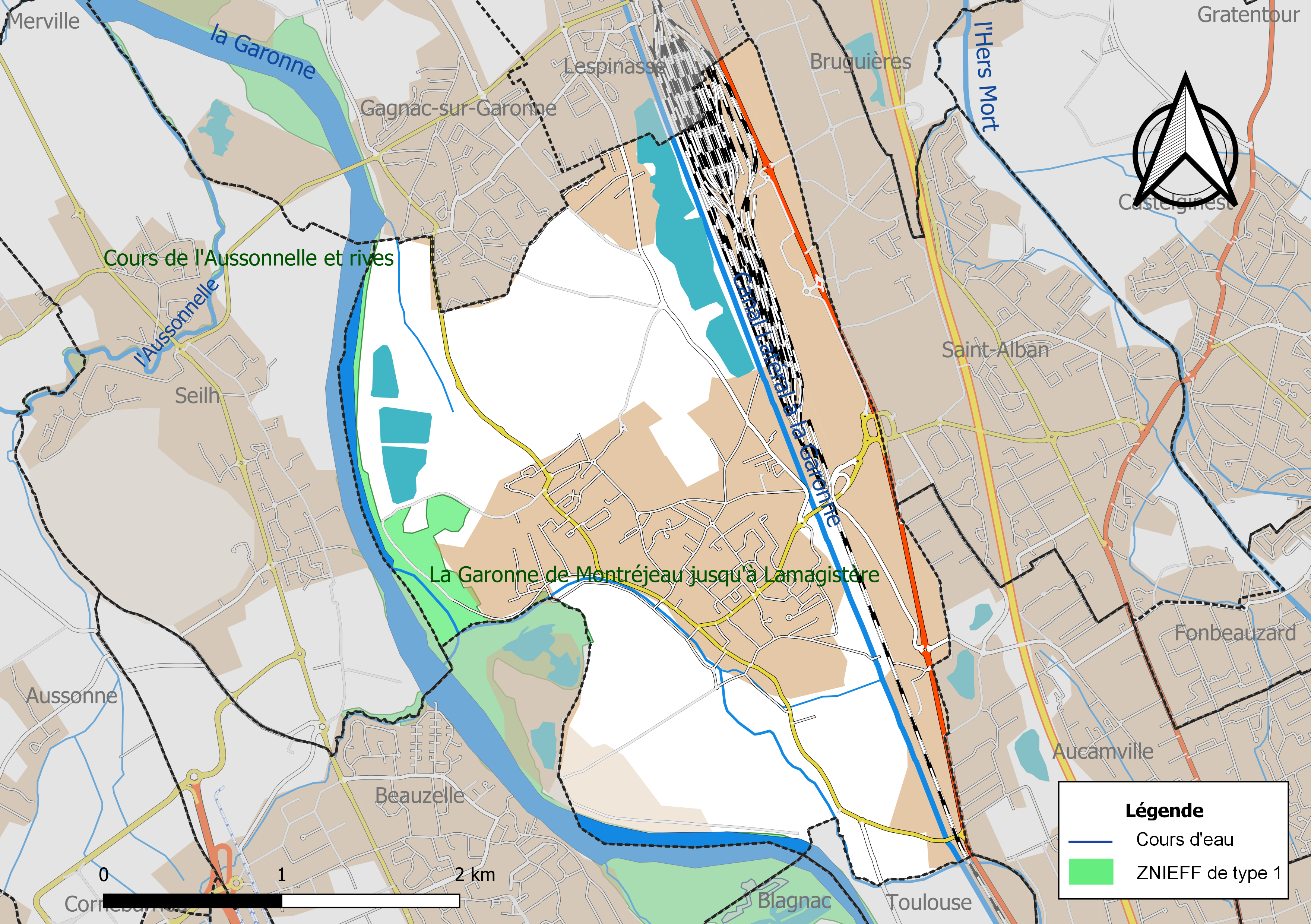
Carte de la ZNIEFF de type 1 localisées sur la commune.

L’inventaire des zones naturelles d'intérêt écologique, faunistique et floristique (ZNIEFF) a pour objectif de réaliser une couverture des zones les plus intéressantes sur le plan écologique, essentiellement dans la perspective d’améliorer la connaissance du patrimoine naturel national et de fournir aux différents décideurs un outil d’aide à la prise en compte de l’environnement dans l’aménagement du territoire.
Une ZNIEFF de type 1 est recensée sur la commune :
« la Garonne de Montréjeau jusqu'à Lamagistère » (5 075 ha), couvrant 92 communes dont 63 dans la Haute-Garonne, trois en Lot-et-Garonne et 26 en Tarn-et-Garonne et une ZNIEFF de type 2, : 
« la Garonne et milieux riverains, en aval de Montréjeau » (6 874 ha), couvrant 93 communes dont 64 dans la Haute-Garonne, trois en Lot-et-Garonne et 26 en Tarn-et-Garonne.

## Urbanisme

### Typologie
Au 1er janvier 2024, Fenouillet est catégorisée ceinture urbaine, selon la nouvelle grille communale de densité à sept niveaux définie par l'Insee en 2022.
Elle appartient à l'unité urbaine de Toulouse, une agglomération inter-départementale regroupant 81  communes, dont elle est une commune de la banlieue,,. Par ailleurs la commune fait partie de l'aire d'attraction de Toulouse, dont elle est une commune de la couronne,. Cette aire, qui regroupe 527 communes, est catégorisée dans les aires de 700 000 habitants ou plus (hors Paris),.

### Occupation des sols

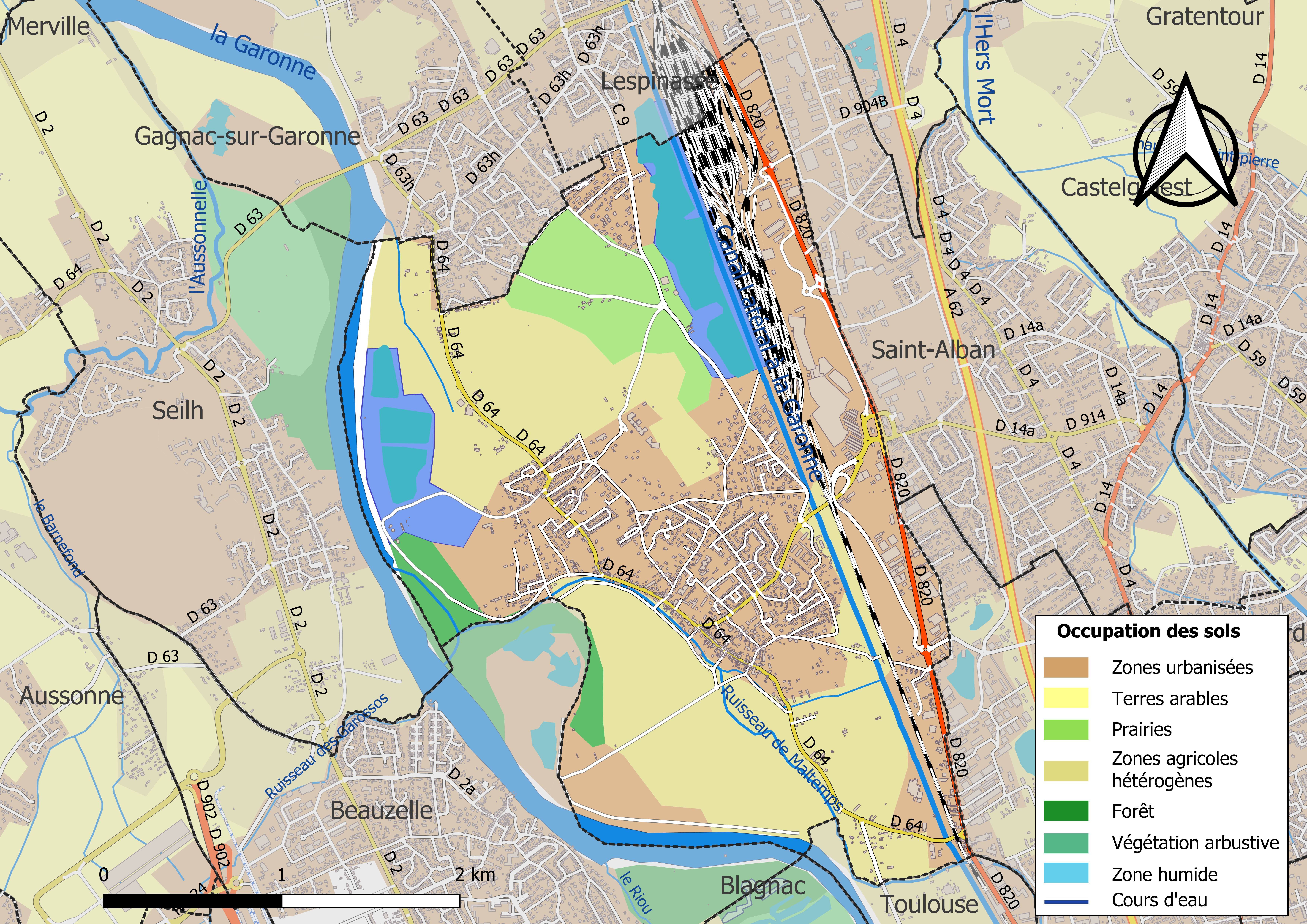
Carte des infrastructures et de l'occupation des sols de la commune en 2018 (CLC).

L'occupation des sols de la commune, telle qu'elle ressort de la base de données européenne d’occupation biophysique des sols Corine Land Cover (CLC), est marquée par l'importance des territoires artificialisés (46,7 % en 2018), en diminution par rapport à 1990 (50,8 %). La répartition détaillée en 2018 est la suivante : 
zones agricoles hétérogènes (32,9 %), zones urbanisées (24,7 %), zones industrielles ou commerciales et réseaux de communication (19,4 %), eaux continentales (11,8 %), prairies (5,9 %), espaces verts artificialisés, non agricoles (2,6 %), forêts (2,5 %), milieux à végétation arbustive et/ou herbacée (0,1 %). L'évolution de l’occupation des sols de la commune et de ses infrastructures peut être observée sur les différentes représentations cartographiques du territoire : la carte de Cassini (XVIIIe siècle), la carte d'état-major (1820-1866) et les cartes ou photos aériennes de l'IGN pour la période actuelle (1950 à aujourd'hui).

### Voies de communication et transports
La commune est traversée, à l'est, par la route départementale 820 (ex-route nationale 20), qui relie Montbartier à Toulouse.
Elle est accessible par la sortie  11 - Fronton de l'autoroute A62, qui relie Toulouse à Bordeaux, et par les sorties  33a - Sesquières et  33b - Lalande du périphérique de Toulouse.
La commune compte une gare, la gare de Fenouillet - Saint-Alban, mais celle-ci ne figure pas sur les fiches horaires de la SNCF. La gare la plus proche est la gare de Lacourtensourt, située à quelques kilomètres du centre-ville.
- La ligne L10 du réseau Tisséo relie le centre commercial de Fenouillet à la station La Vache du métro de Toulouse, en passant par Saint Alban et Aucamville.
- La ligne 59 relie la station La Vache du métro de Toulouse à Gagnac-sur-Garonne, Lespinasse et Saint Jory en desservant le centre de la commune.
- La ligne 113 relie Fenouillet Croix, en centre-ville à Pechbonnieu, en passant par Saint Alban et Castelginest.
- La ligne 130 relie le centre commercial de Fenouillet à la station Aéroconstallation du tramway de Toulouse, en passant par Lespinasse, Seilh et Beauzelle.
- La ligne 372 du réseau Arc-en-Ciel relie la RD820 à la gare routière de Toulouse depuis Larra.
- La ligne 377 dessert également la RD820 en reliant la gare routière de Toulouse à Grisolles.

L'aéroport le plus proche est l'aéroport de Toulouse-Blagnac, situé à une dizaine de kilomètres de Fenouillet.

### Risques majeurs
Le territoire de la commune de Fenouillet est vulnérable à différents aléas naturels : météorologiques (tempête, orage, neige, grand froid, canicule ou sécheresse), inondations et séisme (sismicité très faible). Il est également exposé à deux risques technologiques,  et  le risque industriel et la rupture d'un barrage. Un site publié par le BRGM permet d'évaluer simplement et rapidement les risques d'un bien localisé soit par son adresse soit par le numéro de sa parcelle.

#### Risques naturels
La commune fait partie du territoire à risques importants d'inondation (TRI) de Toulouse, regroupant 15 communes concernées par un risque de débordement de la Garonne, un des 18 TRI qui ont été arrêtés fin 2012 sur le bassin Adour-Garonne. Les événements significatifs passés sont la crue généralisée sur le bassin de la Garonne des 23 et 24 juin 1875 (7 500 m3/s à Toulouse), qui a fait 208 morts et détruit 1 219 maisons, et la crue des 1er au 5 février 1952 (3 300 m3/s) à Toulouse, qui a fait 7 victimes. Des cartes des surfaces inondables ont été établies pour trois scénarios : fréquent (crue de temps de retour de 10 ans à 30 ans), moyen (temps de retour de 100 ans à 300 ans) et extrême (temps de retour de l'ordre de 1 000 ans, qui met en défaut tout système de protection). La commune a été reconnue en état de catastrophe naturelle au titre des dommages causés par les inondations et coulées de boue survenues en 1982, 1999, 2000, 2009 et 2022,.

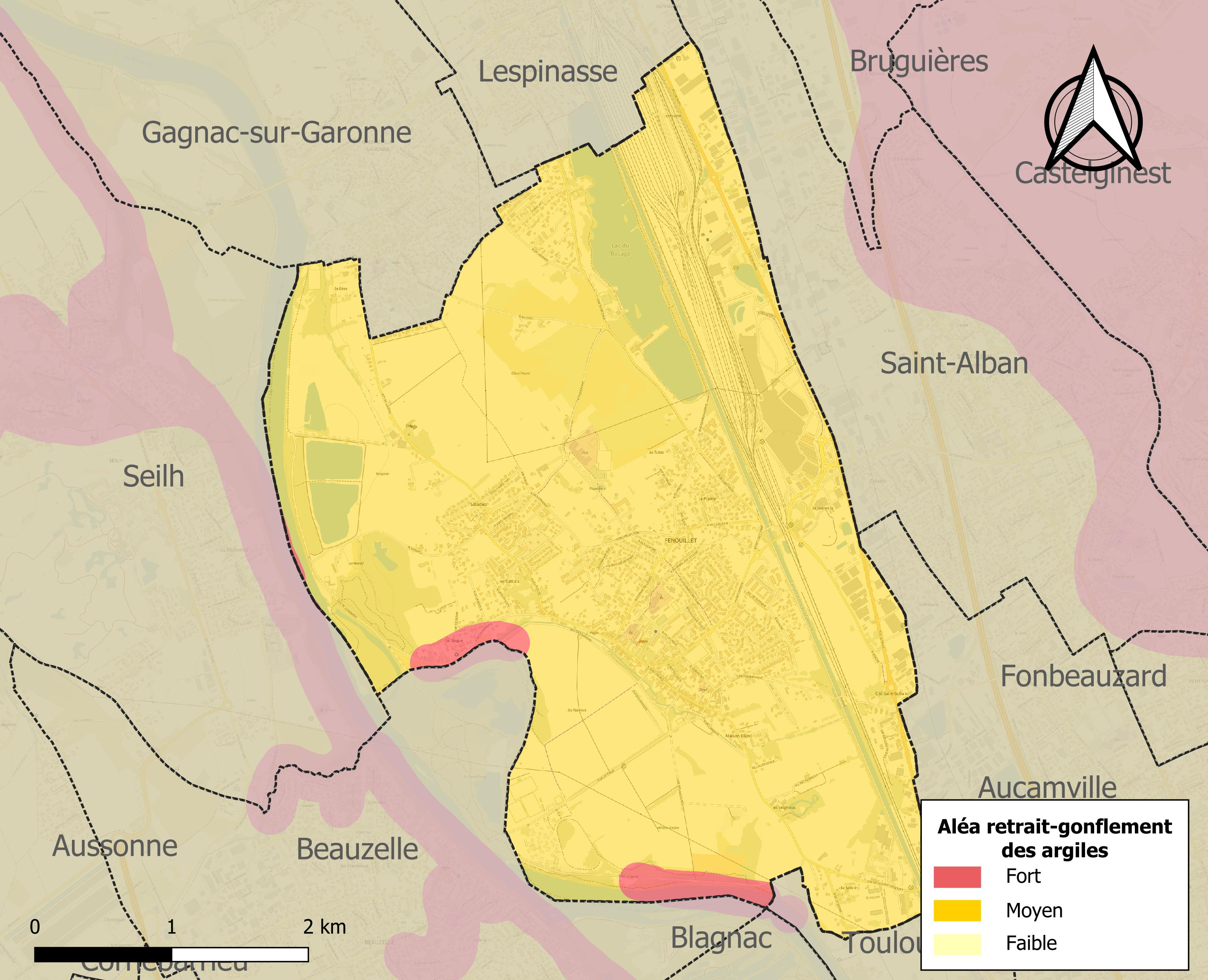
Carte des zones d'aléa retrait-gonflement des sols argileux de Fenouillet.

Le retrait-gonflement des sols argileux est susceptible d'engendrer des dommages importants aux bâtiments en cas d’alternance de périodes de sécheresse et de pluie. La totalité de la commune est en aléa moyen ou fort (88,8 % au niveau départemental et 48,5 % au niveau national). Sur les 1 624 bâtiments dénombrés sur la commune en 2019, 1 624 sont en aléa moyen ou fort, soit 100 %, à comparer aux 98 % au niveau départemental et 54 % au niveau national. Une cartographie de l'exposition du territoire national au retrait gonflement des sols argileux est disponible sur le site du BRGM,.
Par ailleurs, afin de mieux appréhender le risque d’affaissement de terrain, l'inventaire national des cavités souterraines permet de localiser celles situées sur la commune.
Concernant les mouvements de terrains, la commune a été reconnue en état de catastrophe naturelle au titre des dommages causés par la sécheresse en 1989, 1992, 1999, 2002, 2003, 2011, 2017 et 2020 et par des mouvements de terrain en 1999.

#### Risques technologiques
La commune est exposée au risque industriel du fait de la présence sur son territoire d'une entreprise soumise à la directive européenne SEVESO.
La commune est en outre située en aval des barrages de Cap de Long sur la Neste de Couplan (Hautes-Pyrénées) et de l'Estrade sur la Ganguise (Aude). À ce titre elle est susceptible d’être touchée par l’onde de submersion consécutive à la rupture d'un de ces ouvrages.

## Histoire

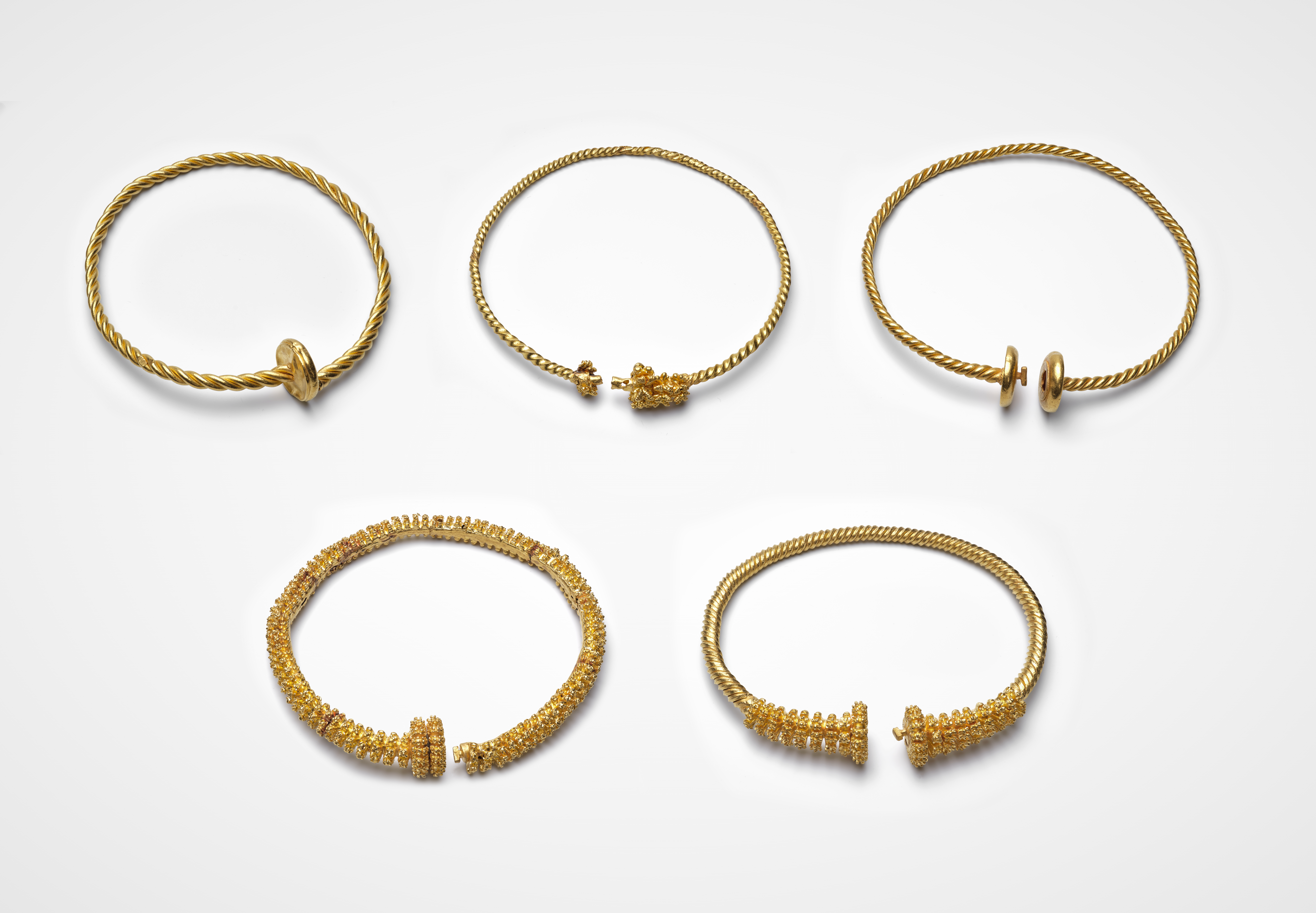
Ensemble de torques (colliers) en or découvert à Fenouillet conservé au Musée Saint-Raymond de Toulouse.

L'ensemble de torques de Fenouillet, sont des pièces d'orfèvrerie celtes datées du IIIe siècle av. J.-C. ayant été découvertes lors du creusement du canal latéral à la Garonne sur la commune.

### Héraldique
| Blason de Fenouillet | Blason  | D’argent à la bande d’azur, au chef du même.     |
| Blason de Fenouillet | Détails | Le statut officiel du blason reste à déterminer. |

## Politique et administration

### Administration municipale
Le nombre d'habitants au recensement de 2017 étant compris entre 5 000 habitants et 9 999 habitants, le nombre de membres du conseil municipal pour l'élection de 2020 est de vingt-neuf,.

### Rattachements administratifs et électoraux
Commune faisant partie de la cinquième circonscription de la Haute-Garonne de Toulouse Métropole et du canton de Castelginest (avant le redécoupage départemental de 2014, Fenouillet faisait partie de l'ex-canton de Toulouse-14).

### Liste des maires
| Période                                  | Période   | Identité        | Étiquette     | Qualité                              |
| ---------------------------------------- | --------- | --------------- | ------------- | ------------------------------------ |
| Les données manquantes sont à compléter. |           |                 |               |                                      |
| mars 1971                                | mars 1989 | Jacques Rolland | RI puis DVD   | Expert-comptable                     |
| mars 1989                                | mars 2008 | Gilles Broquère | PS puis MoDem | Ingénieur                            |
| mars 2008                                | mars 2014 | Claudie Marcos  | PS            | Institutrice                         |
| mars 2014                                | mai 2020  | Gilles Broquère | DVD puis LREM | Retraité                             |
| mai 2020                                 | En cours  | Thierry Duhamel | DVG           | Ancien professeur en génie mécanique |

### Politique de développement durable
La commune a engagé une politique de développement durable en lançant une démarche d'Agenda 21.

### Jumelages
- Orăștie (Hunedoara) (Roumanie) depuis 1999 jusqu'en 2018 fin du jumelage[42].

## Population et société

### Démographie
L'évolution du nombre d'habitants est connue à travers les recensements de la population effectués dans la commune depuis 1793. Pour les communes de moins de 10 000 habitants, une enquête de recensement portant sur toute la population est réalisée tous les cinq ans, les populations de référence des années intermédiaires étant quant à elles estimées par interpolation ou extrapolation. Pour la commune, le premier recensement exhaustif entrant dans le cadre du nouveau dispositif a été réalisé en 2006.

En 2022, la commune comptait 5 727 habitants, en évolution de +12,96 % par rapport à 2016 (Haute-Garonne : +8,02 %, France hors Mayotte : +2,11 %).
| 1793 | 1800 | 1806 | 1821 | 1831 | 1836 | 1841 | 1846 | 1851 |
| ---- | ---- | ---- | ---- | ---- | ---- | ---- | ---- | ---- |
| 482  | 561  | 547  | 643  | 689  | 752  | 748  | 770  | 820  |

| 1856 | 1861 | 1866 | 1872 | 1876 | 1881 | 1886 | 1891 | 1896 |
| ---- | ---- | ---- | ---- | ---- | ---- | ---- | ---- | ---- |
| 817  | 846  | 846  | 907  | 820  | 824  | 812  | 858  | 838  |

| 1901 | 1906 | 1911 | 1921 | 1926  | 1931  | 1936  | 1946  | 1954  |
| ---- | ---- | ---- | ---- | ----- | ----- | ----- | ----- | ----- |
| 829  | 796  | 755  | 951  | 1 090 | 1 184 | 1 242 | 1 265 | 1 478 |

| 1962  | 1968  | 1975  | 1982  | 1990  | 1999  | 2006  | 2011  | 2016  |
| ----- | ----- | ----- | ----- | ----- | ----- | ----- | ----- | ----- |
| 1 792 | 2 133 | 2 954 | 2 928 | 3 426 | 4 028 | 4 783 | 5 170 | 5 070 |

| 2021  | 2022  | - | - | - | - | - | - | - |
| ----- | ----- | - | - | - | - | - | - | - |
| 5 595 | 5 727 | - | - | - | - | - | - | - |

| selon la population municipale des années : | 1968 | 1975 | 1982 | 1990 | 1999 | 2006 | 2009 | 2013 |
| Rang de la commune dans le département      | 24   | 28   | 34   | 38   | 39   | 38   | 38   | 45   |
| Nombre de communes du département           | 592  | 582  | 586  | 588  | 588  | 588  | 589  | 589  |

### Culture

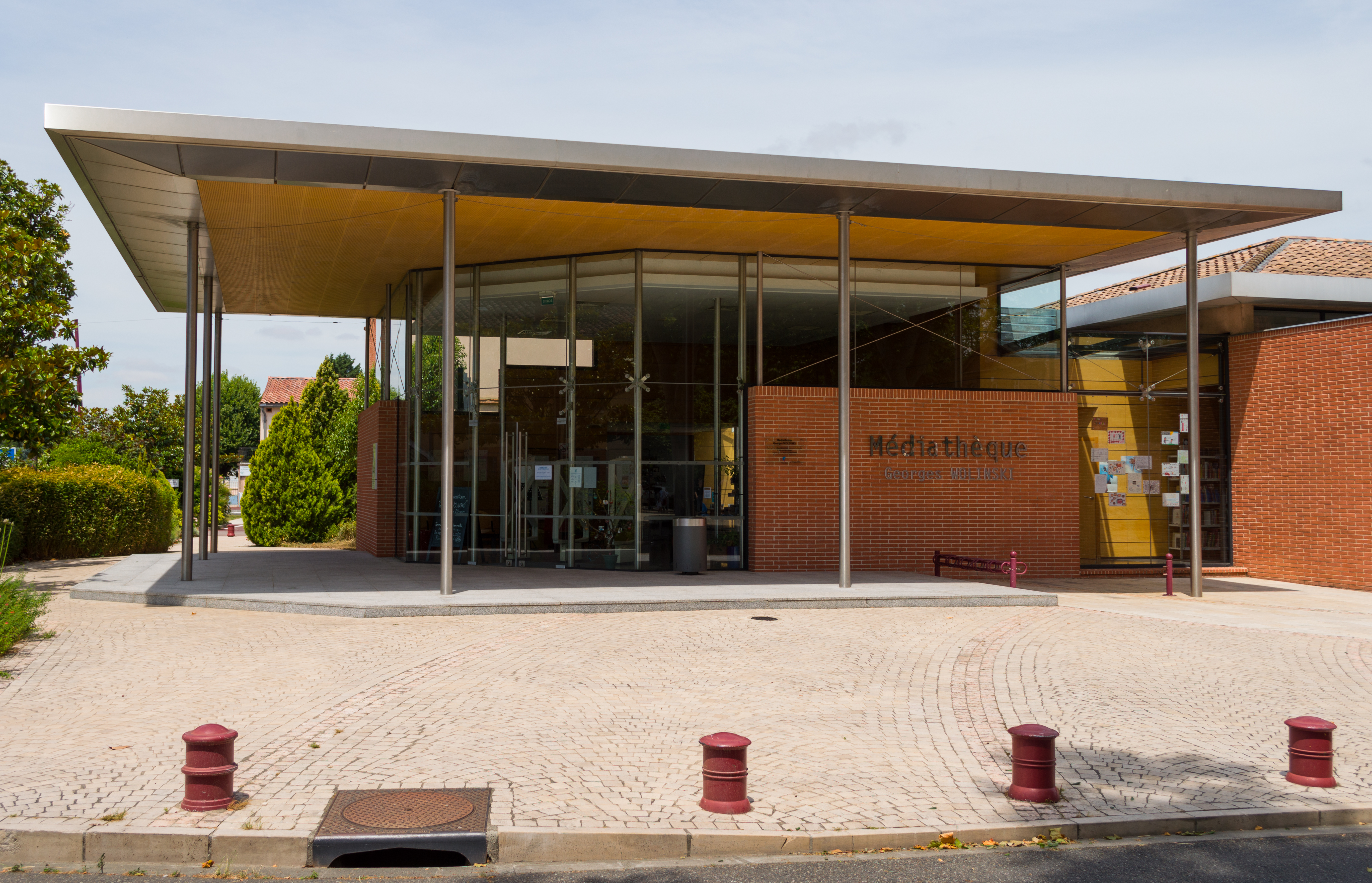
La médiathèque de Fenouillet, baptisée en hommage à Georges Wolinski

Une programmation culturelle est proposée notamment dans la salle de l'Espace Jack Roubin.
Théâtre, danse, concert et autre.
Le 13 juin 2015, la commune décide de baptiser sa médiathèque Georges Wolinski en l'hommage du dessinateur tué le 7 janvier dans l'attentat contre Charlie Hebdo, en présence de Gilles Broquère, Jean-Luc Moudenc et de la femme du dessinateur Maryse.

### Festivités
Des animations sont proposées tout au long de l'année, une fête du printemps, la fête nationale, le forum des associations et les festivités de fin d'année.

### Enseignement
Fenouillet fait partie de l'académie de Toulouse (zone C).
L'éducation est assurée sur la commune de Fenouillet par l'école maternelle du Ramier, l'élémentaire Jean Monnet et le collège François Mitterrand. Le tout est complémenté par la crèche les petits lutins.

### Activités sportives
Basket-ball, volley, football, football, rugby, tennis, skate, roller, aviron, ski nautique, judo, tir,

### Écologie et recyclage
La collecte et le traitement des déchets des ménages et des déchets assimilés ainsi que la protection et la mise en valeur de l'environnement se font dans le cadre de la communauté urbaine de Toulouse Métropole et de l'agence de l'environnement et de la maîtrise de l'énergie.
Une déchèterie est située sur la commune de Saint-Alban.

## Économie

### Revenus
En 2018  (données Insee publiées en septembre 2021), la commune compte 2 307 ménages fiscaux, regroupant 5 307 personnes. La médiane du revenu disponible par unité de consommation est de 22 140 € (23 140 € dans le département). 53 % des ménages fiscaux sont imposés (55,3 % dans le département).

### Emploi
|                | 2008  | 2013  | 2018   |
| -------------- | ----- | ----- | ------ |
| Commune        | 7,3 % | 7,7 % | 10,9 % |
| Département    | 7,7 % | 9,6 % | 9,3 %  |
| France entière | 8,3 % | 10 %  | 10 %   |

En 2018, la population âgée de 15 à 64 ans s'élève à 3 385 personnes, parmi lesquelles on compte 79,2 % d'actifs (68,3 % ayant un emploi et 10,9 % de chômeurs) et 20,8 % d'inactifs,. En  2018, le taux de chômage communal (au sens du recensement) des 15-64 ans est supérieur à celui du département et de la France, alors qu'en 2008 la situation était inverse.
La commune fait partie de la couronne de l'aire d'attraction de Toulouse, du fait qu'au moins 15 % des actifs travaillent dans le pôle,. Elle compte 2 940 emplois en 2018, contre 2 734 en 2013 et 3 296 en 2008. Le nombre d'actifs ayant un emploi résidant dans la commune est de 2 332, soit un indicateur de concentration d'emploi de 126,1 % et un taux d'activité parmi les 15 ans ou plus de 63,6 %.
Sur ces 2 332 actifs de 15 ans ou plus ayant un emploi, 447 travaillent dans la commune, soit 19 % des habitants. Pour se rendre au travail, 85,6 % des habitants utilisent un véhicule personnel ou de fonction à quatre roues, 5,2 % les transports en commun, 6,2 % s'y rendent en deux-roues, à vélo ou à pied et 3 % n'ont pas besoin de transport (travail au domicile).

### Activités hors agriculture

#### Secteurs d'activités
727 établissements sont implantés  à Fenouillet au 31 décembre 2019. Le tableau ci-dessous en détaille le nombre par secteur d'activité et compare les ratios avec ceux du département,.
| Secteur d'activité                                                                                        | Commune | Commune | Département |
| Secteur d'activité                                                                                        | Nombre  | %       | %           |
| --- | ------- | ------- | ----------- |
| Ensemble                                                                                                  | 727     | 100 %   | (100 %)     |
| Industrie manufacturière, industries extractives et autres                                                | 81      | 11,1 %  | (5,7 %)     |
| Construction                                                                                              | 87      | 12 %    | (12 %)      |
| Commerce de gros et de détail, transports, hébergement et restauration                                    | 312     | 42,9 %  | (25,9 %)    |
| Information et communication                                                                              | 20      | 2,8 %   | (4,1 %)     |
| Activités financières et d'assurance                                                                      | 21      | 2,9 %   | (3,8 %)     |
| Activités immobilières                                                                                    | 17      | 2,3 %   | (4,2 %)     |
| Activités spécialisées, scientifiques et techniques et activités de services administratifs et de soutien | 76      | 10,5 %  | (19,8 %)    |
| Administration publique, enseignement, santé humaine et action sociale                                    | 68      | 9,4 %   | (16,6 %)    |
| Autres activités de services                                                                              | 45      | 6,2 %   | (7,9 %)     |

Le secteur du commerce de gros et de détail, des transports, de l'hébergement et de la restauration est prépondérant sur la commune puisqu'il représente 42,9 % du nombre total d'établissements de la commune (312 sur les 727 entreprises implantées  à Fenouillet), contre 25,9 % au niveau départemental.

#### Entreprises et commerces
Fenouillet possède une zone commerciale.
Les cinq entreprises ayant leur siège social sur le territoire communal qui génèrent le plus de chiffre d'affaires en 2020 sont : 
- Uperio France, location et location-bail de machines et équipements pour la construction (102 308 k€) ;
- Hamecher Toulouse VI, commerce d'autres véhicules automobiles (84 540 k€) ;
- Laude, profilage à froid par formage ou pliage (41 251 k€) ;
- Midi Pyrenees Vehicules Industriels Nord, commerce d'autres véhicules automobiles (23 412 k€) ;
- Solveo Energie, ingénierie, études techniques (20 953 k€).

### Agriculture
|               | 1988 | 2000 | 2010 | 2020 |
| ------------- | ---- | ---- | ---- | ---- |
| Exploitations | 19   | 12   | 7    | 6    |
| SAU (ha)      | 190  | 173  | 145  | 129  |

La commune est dans « les Vallées », une petite région agricole consacrée à la polyculture sur les plaines et terrasses alluviales qui s’étendent de part et d’autre des sillons marqués par la Garonne et l’Ariège. En 2020, l'orientation technico-économique de l'agriculture  sur la commune est la polyculture et/ou le polyélevage. Six exploitations agricoles ayant leur siège dans la commune sont dénombrées lors du recensement agricole de 2020 (19 en 1988). La superficie agricole utilisée est de 129 ha,,.

## Culture locale et patrimoine

### Lieux et monuments

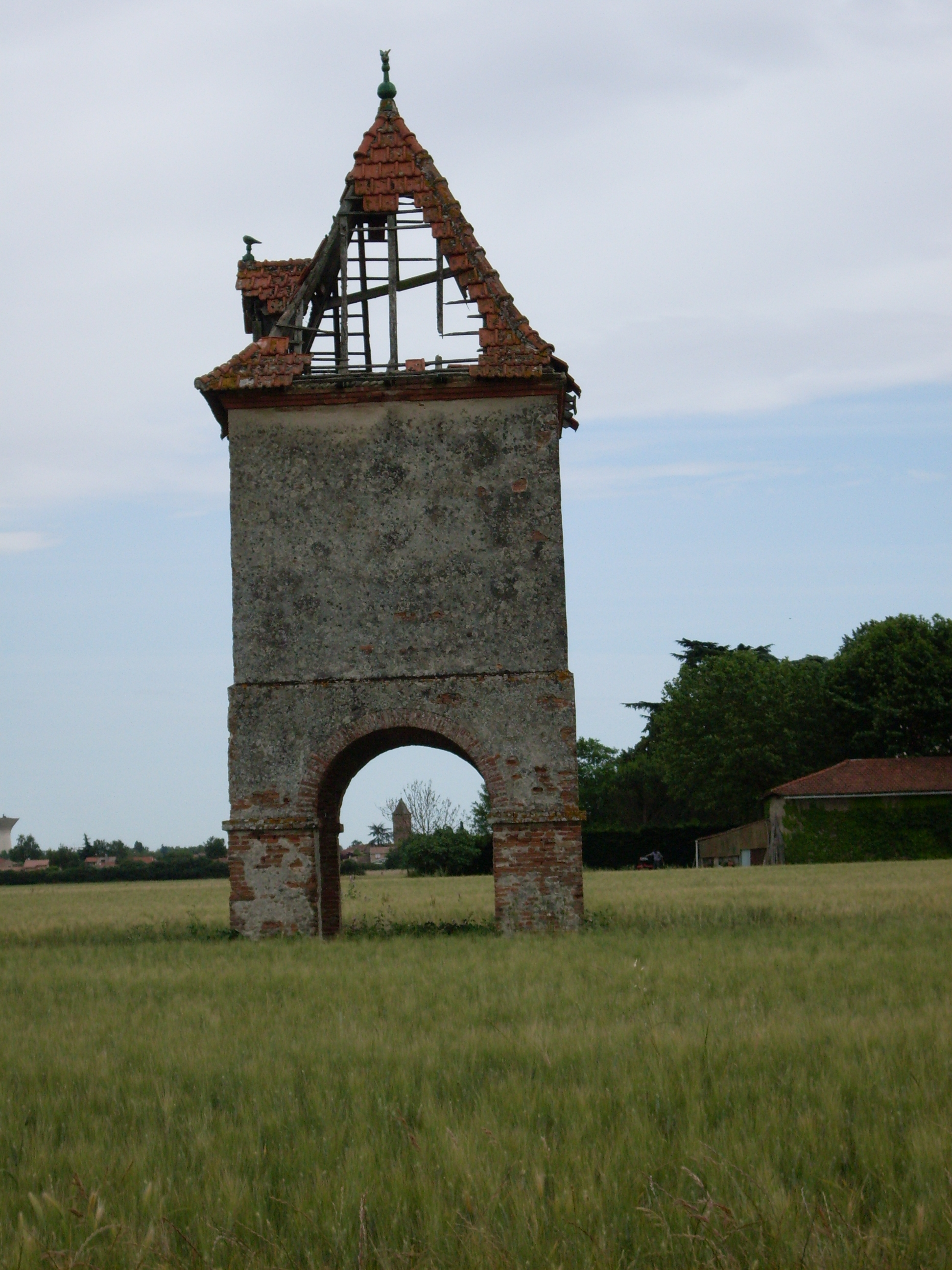
Pigeonnier sur la route de Gagnac.
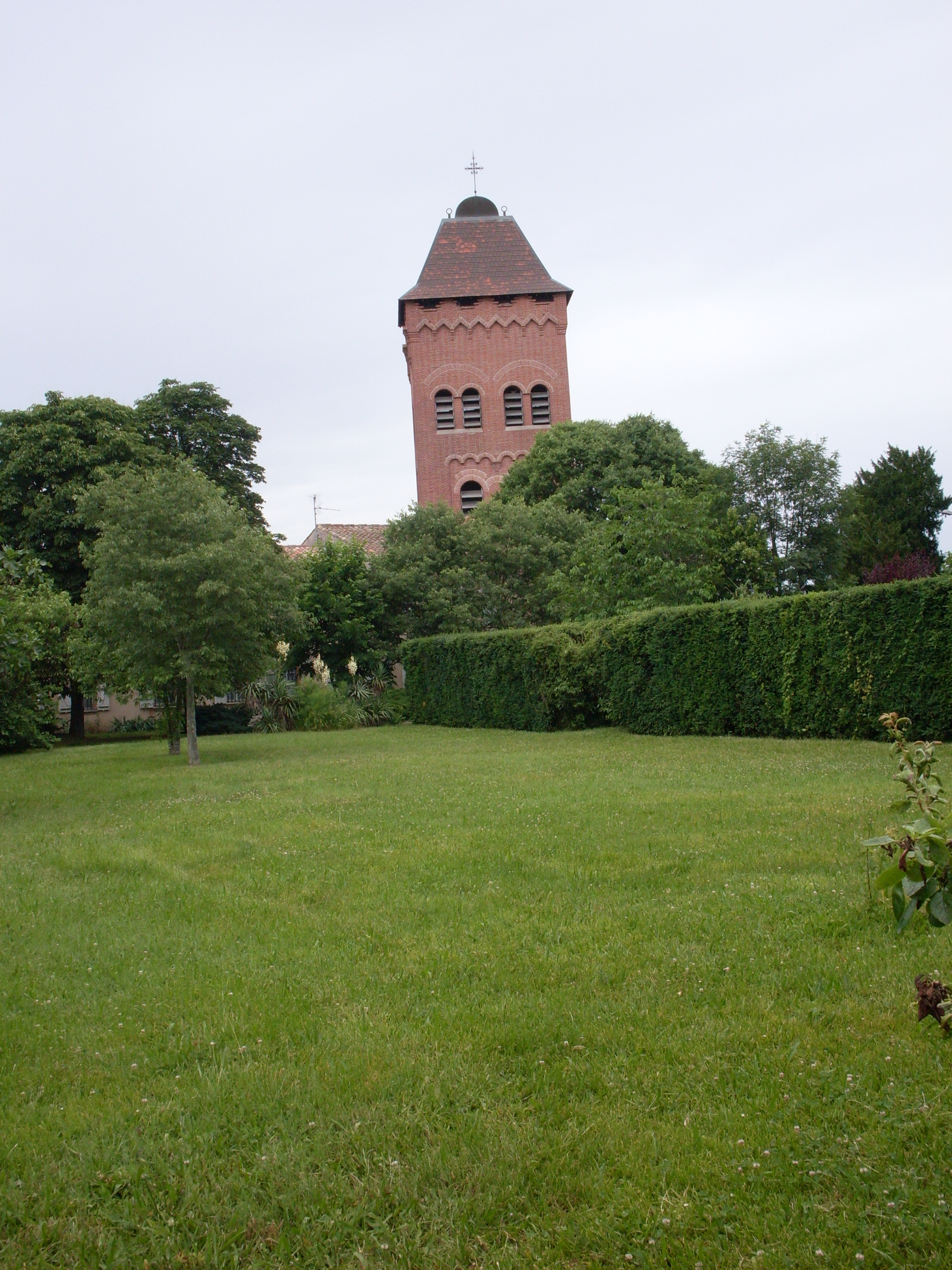
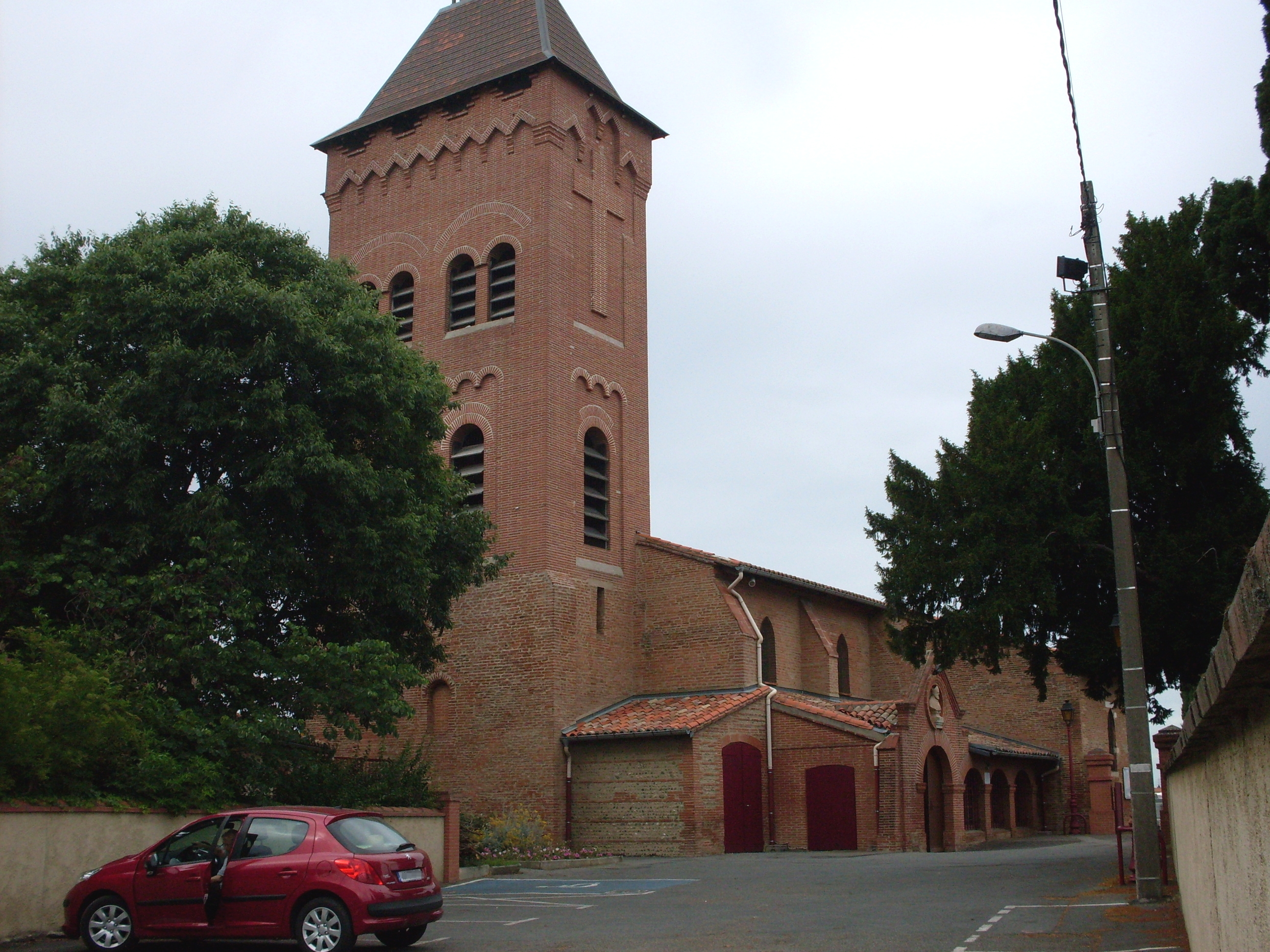
Église Saint-Médard. Sa fondation remonte au moins au XIIe siècle.[réf. nécessaire]
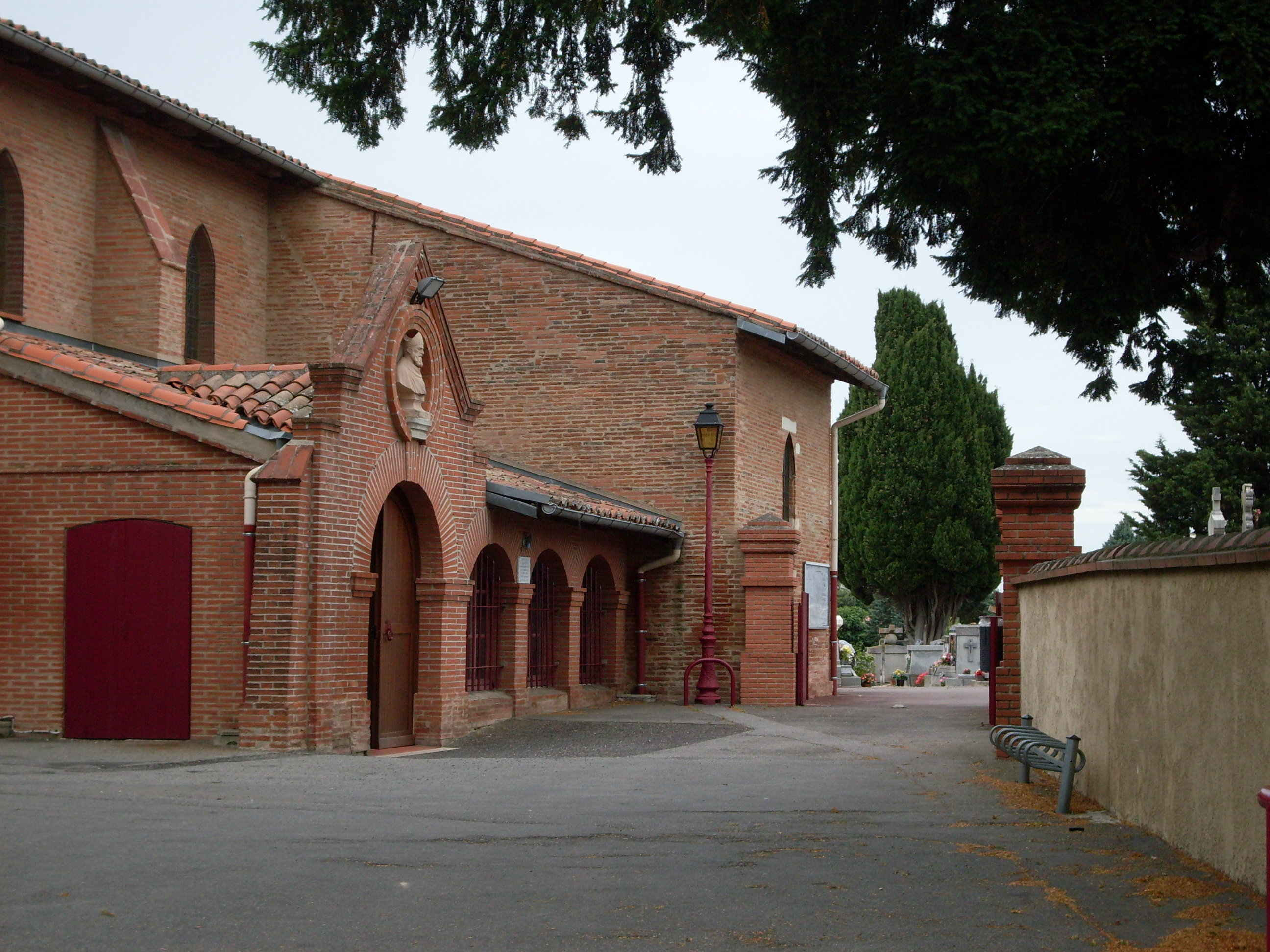
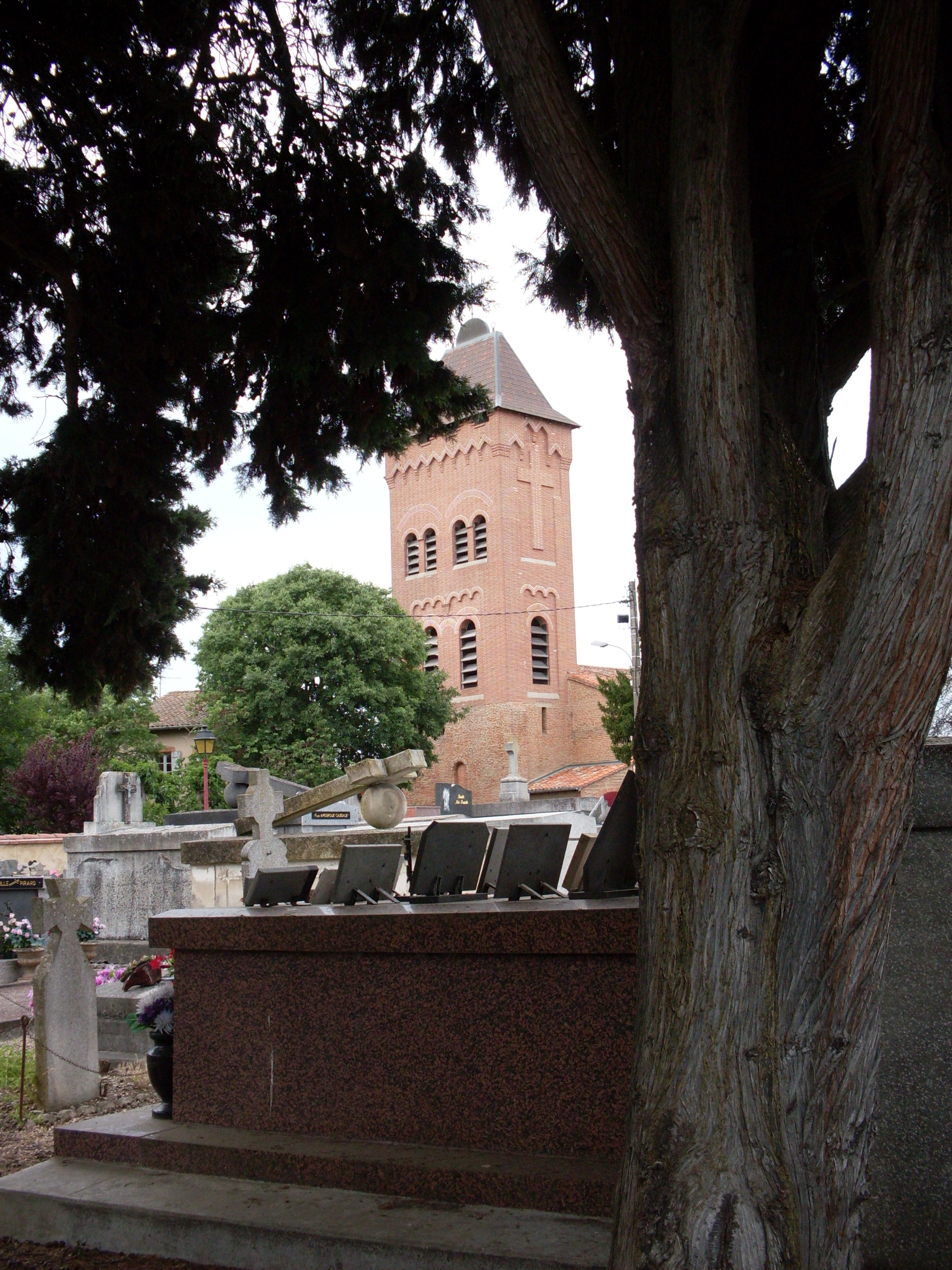

- Lac du Bocage.

- Pigeonnier sur la route de Gagnac.
- L'église Saint Médard.

### Personnalités liées à la commune
- Léo Palacio.
- Olivier Grouillard, pilote automobile et de Formule 1.
- Pierre Andrieu, peintre du XIXe siècle, élève et collaborateur d'Eugène Delacroix.

## Pour approfondir